# Pandari Bai
Pandari Bai (1930 - 29 janvier 2003) est une actrice du cinéma indien et plus particulièrement du cinéma kannada, dit Sandalwood, des années 1950 aux années 1970. Elle a tourné dans plus de 1 000 films et a été honorée du prix Kalaimamani (en) du gouvernement du Tamil Nadu (en). Elle est considérée comme la première héroïne à succès du cinéma kannada. Elle a joué le rôle d'héroïne et de mère pour des vedettes telles que Rajkumar, M. G. Ramachandran et Sivaji Ganesan. Elle était également l'héroïne du premier film de Rajkumar, Bedara Kannappa (en) (1954) et du premier film de Sivaji, Parasakthi (en) (1952).

## Carrière
Pandari Bai commence sa carrière en jouant dans des pièces de théâtre basées sur des histoires mythologiques avant de faire ses débuts au cinéma, en 1943, avec le film en langue kannada, Vani (en). Elle apparaît dans le film Bedara Kannappa (en) en 1954, aux côtés de Rajkumar. Dans ce film, elle joue le rôle de Neela, épouse de Kanna (joué par Rajkumar), un chasseur. Elle s'impose en tant qu'actrice principale en incarnant une femme à l'image progressiste assumant les fardeaux d'un patriarcat féodal dans des films tels que Sant Sakhu (1955) et Rayara Sose (en) (1957). En 1959, elle apparaît dans Abba Aa Hudugi (en), avec sa sœur Mynavathi (en). Le film est considéré comme un point de repère du cinéma kannada.

## Récompenses
- Le titre Gunasagari Pandari Bai est ajouté au manuel de langue kannada de la classe IX dans l'État du Karnataka pour rendre hommage à la légendaire actrice.

- 2001 - Filmfare Awards South - Prix pour l'ensemble de sa carrière[1]

- 1994-1995 - Prix Dr. Rajkumar Award (en) pour l'ensemble de sa carrière du gouvernement Karnataka

- 1968-1969 - Karnataka State Film Award de la meilleure actrice dans un second rôle (en) - Namma Makkalu (en)

- 1967-1968 - Karnataka State Film Award de la meilleure actrice dans un second rôle - Belli Moda (en)

- 1965 - Prix Kalaimamani (en) du gouvernement Tamil Nadu.